# 丕平四世

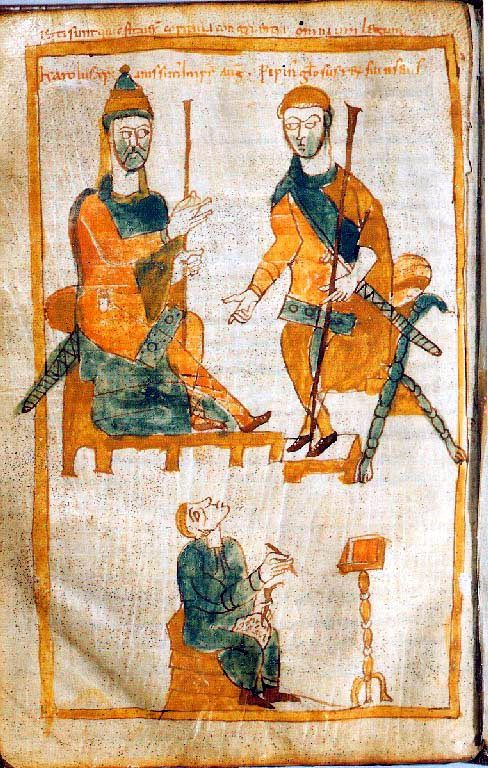
查理大帝（左）及丕平四世（右）

丕平四世（Pepin IV）或 驼背丕平（Pepin the Hunchback，767年－813年），加洛林王朝出身法兰克的皇太子。查理大帝的长子，母親廢后赫羅特魯德（Himiltrude）。
丕平出生後就出現駝背，導致早期的中世紀歷史學家給他起綽號“駝背”。在查理大帝廢黜他的母親並娶另一位妻子希爾德加德之後，丕平住在他父親的宮廷裡。約於781年，丕平同父異母的兄弟卡洛曼被重新命名為“意大利丕平”——這可能表明查理大帝出於各種可能的原因決定剝奪年長丕平的繼承權。792年，駝背丕平率領一群主要的法蘭克貴族發動起義反對他的父親，但企圖暗殺父親查理大帝未遂。查理大帝將丕平的死刑減免，只將他剃髮並流放到普魯姆修道院度過餘生。自811年丕平逝世後，丕平一直是眾多歷史小說作品的主題。